# Spijkerboorbuurt
De Spijkerboortbuurtis een buurt in de Haarlemse wijk Meerwijk, in stadsdeel Schalkwijk. De buurt telde zo'n 1.575 inwoners in 2017.
In deze buurt ligt aan de noordzijde het Aziëpark.